# 福岡翼
福岡 翼（ふくおか つばさ、1940年3月3日 - 2019年4月20日）は、日本の男性芸能レポーター、映画評論家。

## 人物
本名は同じ表記で読みは「ふくおか たすく」。高知県出身。高校卒業後に上京して早稲田速記学校を卒業し、速記の技量を活かして小学館で約10年間 「女性セブン」など女性雑誌の編集に携わった。
のちに芸能レポーターに加えて日刊スポーツ映画大賞選考委員を務めた。
2019年4月20日に慢性心不全増悪で他界したが、「もし死んだら、いつの間にか消えているのが良い」とする本人の遺志を尊重して約半年後の10月4日まで遺族は公表を控えた。

## 出演番組

### テレビ
- モーニングジャンボ奥さま8時半です（TBSテレビ）
- 3時のあなた（フジテレビ）
- 新やじうまワイド（テレビ朝日）
- 森田健作の熱血テレビ（テレビ朝日）
- ワイド!スクランブル（テレビ朝日）
- アサデス。（九州朝日放送）

#### ドラマ出演
- TVオバケてれもんじゃ 第2話「正義の味方ザ・グレートデンキ誕生!!」（1985年） - レポーター役

### ラジオ
- 大沢悠里のゆうゆうワイド（TBSラジオ）年2回木曜に放送された「芸能界裏情報スペシャル」に出演

## 映画出演
- Wの悲劇（1984年、東映）レポーター役
- 紳士同盟（1986年、東映）
- 刑事物語5 やまびこの詩（1987年、東宝）レポーター役

他多数

## 著書
- 二人でいると人生は二倍淋しい（角川書店、1985年2月）ISBN 4048831747